# Temporada da NFL de 1980
A Temporada de 1980 da NFL foi a 61ª temporada regular da National Football League.
Depois que a liga reprovou a mudança dos Raiders de Oakland, Califórnia para Los Angeles, o time junto com o Los Angeles Coliseum processou a NFL por violação das leis antitruste. Seguiu-se um julgamento que não expediu um veredicto antes da temporada de 1982.
A temporada de 1980 acabou no Super Bowl XV onde o Raiders derrotou o Philadelphia Eagles.

## Corrida pela Divisão
A partir de 1978, dez times se qualificavam para os playoffs: o vencedor de cada divisão e dois times pelo wild-card (repescagem) em cada conferência.

### National Football Conference
| Semana | NFC East             |      | NFC Central        |     | NFC West                            |      | Repescagem                   |      | Repescagem                          |      |
| ------ | -------------------- | ---- | ------------------ | --- | ----------------------------------- | ---- | ---------------------------- | ---- | ----------------------------------- | ---- |
| 1      | 3 times              | 1-0  | 4 times            | 1-0 | San Francisco                       | 1-0  |                              |      |                                     |      |
| 2      | Philadelphia         | 2-0  | Detroit, Tampa Bay | 2-0 | San Francisco                       | 2-0  |                              |      |                                     |      |
| 3      | Philadelphia         | 3-0  | Detroit            | 3-0 | San Francisco                       | 3-0  | Dallas, Tampa Bay, Minnesota | 2-1  |                                     |      |
| 4      | Philadelphia, Dallas | 3-1  | Detroit            | 4-0 | San Francisco                       | 3-1  | Philadelphia, Dallas         | 3-1  | 4 times                             | 2-2  |
| 5      | Philadelphia, Dallas | 4-1  | Detroit            | 4-1 | San Francisco, Los Angeles, Atlanta | 3-2  | Philadelphia, Dallas         | 4-1  | San Francisco, Los Angeles, Atlanta | 3-2  |
| 6      | Philadelphia, Dallas | 5-1  | Detroit            | 5-1 | Los Angeles                         | 4-2  | Philadelphia, Dallas         | 5-1  | Minnesota, San Francisco, Atlanta   | 3-3  |
| 7      | Philadelphia         | 6-1  | Detroit            | 5-2 | Los Angeles                         | 5-2  | Dallas                       | 5-2  | Atlanta                             | 4-3  |
| 8      | Philadelphia         | 7-1  | Detroit            | 5-3 | Los Angeles, Atlanta                | 5-3  | Dallas                       | 6-2  | Los Angeles, Atlanta                | 5-3  |
| 9      | Philadelphia         | 8-1  | Detroit            | 6-3 | Los Angeles, Atlanta                | 6-3  | Dallas                       | 7-2  | Los Angeles, Atlanta                | 6-3  |
| 10     | Philadelphia         | 9-1  | Detroit            | 6-4 | Atlanta                             | 7-3  | Dallas                       | 7-3  | Los Angeles                         | 6-4  |
| 11     | Philadelphia         | 10-1 | Detroit, Minnesota | 6-5 | Atlanta                             | 8-3  | Dallas                       | 8-3  | Los Angeles                         | 7-4  |
| 12     | Philadelphia         | 11-1 | Detroit            | 7-5 | Atlanta                             | 9-3  | Dallas                       | 9-3  | Los Angeles                         | 8-4  |
| 13     | Philadelphia         | 11-2 | Detroit, Minnesota | 7-6 | Atlanta                             | 10-3 | Dallas                       | 10-3 | Los Angeles                         | 9-4  |
| 14     | Philadelphia, Dallas | 11-3 | Minnesota          | 8-6 | Atlanta                             | 11-3 | Philadelphia, Dallas         | 11-3 | Los Angeles                         | 9-5  |
| 15     | Philadelphia         | 12-3 | Minnesota          | 9-6 | Atlanta                             | 12-3 | Dallas                       | 11-4 | Los Angeles                         | 10-5 |
| 16     | Philadelphia         | 12-4 | Minnesota          | 9-7 | Atlanta                             | 12-4 | Dallas                       | 12-4 | Los Angeles                         | 11-5 |

### American Football Conference
| Semana | AFC East             |      | AFC Central                    |      | AFC West           |      | Repescagem                                          |      | Repescagem                             |      |
| ------ | -------------------- | ---- | ------------------------------ | ---- | ------------------ | ---- | --------------------------------------------------- | ---- | -------------------------------------- | ---- |
| 1      | 3 times              | 1-0  | Pittsburgh                     | 1-0  | San Diego, Oakland | 1-0  |                                                     |      |                                        |      |
| 2      | Buffalo              | 2-0  | Pittsburgh                     | 2-0  | San Diego          | 2-0  |                                                     |      |                                        |      |
| 3      | Buffalo              | 3-0  | Pittsburgh, Houston            | 2-1  | San Diego          | 3-0  | Pittsburgh, Houston, Miami, New England, Oakland    | 2-1  |                                        |      |
| 4      | Buffalo              | 4-0  | Pittsburgh, Houston            | 3-1  | San Diego          | 4-0  | Pittsburgh, Houston, Miami, New England             | 3-1  | Baltimore, Cleveland, Oakland, Seattle | 2-2  |
| 5      | Buffalo              | 5-0  | Pittsburgh                     | 4-1  | San Diego          | 4-1  | New England                                         | 4-1  | Miami, Baltimore, Houston, Seattle     | 3-2  |
| 6      | Buffalo, New England | 5-1  | Pittsburgh                     | 4-2  | San Diego          | 4-2  | Buffalo, New England                                | 5-1  | Baltimore                              | 4-2  |
| 7      | New England          | 6-1  | Pittsburgh, Cleveland, Houston | 4-3  | San Diego          | 5-2  | Buffalo                                             | 5-2  | 6 times                                | 4-3  |
| 8      | Buffalo, New England | 6-2  | Cleveland, Houston             | 5-3  | San Diego, Oakland | 5-3  | Buffalo, New England                                | 6-2  | Cleveland, Houston, San Diego, Oakland | 5-3  |
| 9      | New England          | 7-2  | Cleveland, Houston             | 6-3  | San Diego, Oakland | 6-3  | Buffalo, Cleveland, Houston, San Diego, Oakland     | 6-3  | Baltimore, Pittsburgh                  | 5-4  |
| 10     | Buffalo, New England | 7-3  | Cleveland, Houston             | 7-3  | Oakland            | 7-3  | Buffalo, New England, Cleveland, Houston            | 7-3  | Pittsburgh, San Diego                  | 6-4  |
| 11     | Buffalo              | 8-3  | Houston                        | 8-3  | Oakland            | 8-3  | New England, Pittsburgh, Cleveland, San Diego       | 7-4  | Miami, Baltimore, Denver               | 6-5  |
| 12     | Buffalo              | 9-3  | Cleveland, Houston             | 8-4  | San Diego, Oakland | 8-4  | New England, Cleveland, Houston, San Diego, Oakland | 8-4  | Pittsburgh, Denver                     | 7-5  |
| 13     | Buffalo              | 9-4  | Cleveland                      | 9-4  | San Diego, Oakland | 9-4  | San Diego, Oakland                                  | 9-4  | New England, Pittsburgh, Houston       | 8-5  |
| 14     | Buffalo              | 10-4 | Cleveland                      | 10-4 | San Diego, Oakland | 9-5  | San Diego, Oakland, Houston                         | 9-5  | New England, Pittsburgh                | 8-6  |
| 15     | Buffalo              | 10-5 | Cleveland, Houston             | 10-5 | San Diego, Oakland | 10-5 | Cleveland, Houston, San Diego, Oakland              | 10-5 | New England, Pittsburgh                | 9-6  |
| 16     | Buffalo              | 11-5 | Cleveland                      | 11-5 | San Diego          | 11-5 | Oakland                                             | 11-5 | Houston                                | 11-5 |

## Classificação
V = Vitórias, D = Derrotas, E = Empates, PCT = porcentagem de vitórias, PF= Pontos feitos, PS = Pontos sofridos
 x  - marca os times classificados pelo wild card (repescagem),  y  - marca os times que levaram o titulo de suas divisões
| AFC East             |    |    |   |      |     |     |
| Time                 | V  | D  | E | PCT  | PF  | PS  |
| y-Buffalo Bills      | 11 | 5  | 0 | .688 | 320 | 260 |
| New England Patriots | 10 | 6  | 0 | .625 | 441 | 325 |
| Miami Dolphins       | 8  | 8  | 0 | .500 | 266 | 305 |
| Baltimore Colts      | 7  | 9  | 0 | .438 | 355 | 387 |
| New York Jets        | 4  | 12 | 0 | .250 | 302 | 395 |
| AFC Central          |    |    |   |      |     |     |
| Time                 | V  | D  | E | PCT  | PF  | PS  |
| y-Cleveland Browns   | 11 | 5  | 0 | .688 | 357 | 310 |
| x-Houston Oilers     | 11 | 5  | 0 | .688 | 295 | 251 |
| Pittsburgh Steelers  | 9  | 7  | 0 | .563 | 352 | 313 |
| Cincinnati Bengals   | 6  | 10 | 0 | .375 | 244 | 312 |
| AFC West             |    |    |   |      |     |     |
| Time                 | V  | D  | E | PCT  | PF  | PS  |
| y-San Diego Chargers | 11 | 5  | 0 | .688 | 418 | 327 |
| x-Oakland Raiders    | 11 | 5  | 0 | .688 | 364 | 306 |
| Kansas City Chiefs   | 8  | 8  | 0 | .500 | 319 | 336 |
| Denver Broncos       | 8  | 8  | 0 | .500 | 310 | 323 |
| Seattle Seahawks     | 4  | 12 | 0 | .250 | 291 | 408 |

| NFC East              |    |    |   |      |     |     |
| Time                  | V  | D  | E | PCT  | PF  | PS  |
| y-Philadelphia Eagles | 12 | 4  | 0 | .750 | 384 | 222 |
| x-Dallas Cowboys      | 12 | 4  | 0 | .750 | 454 | 311 |
| Washington Redskins   | 6  | 10 | 0 | .375 | 261 | 293 |
| St. Louis Cardinals   | 5  | 11 | 0 | .313 | 299 | 350 |
| New York Giants       | 4  | 12 | 0 | .250 | 249 | 425 |
| NFC Central           |    |    |   |      |     |     |
| Team                  | W  | L  | T | PCT  | PF  | PA  |
| y-Minnesota Vikings   | 9  | 7  | 0 | .563 | 317 | 308 |
| Detroit Lions         | 9  | 7  | 0 | .563 | 334 | 272 |
| Chicago Bears         | 7  | 9  | 0 | .438 | 304 | 264 |
| Tampa Bay Buccaneers  | 5  | 10 | 1 | .344 | 271 | 341 |
| Green Bay Packers     | 5  | 10 | 1 | .344 | 231 | 371 |
| NFC West              |    |    |   |      |     |     |
| Time                  | V  | D  | E | PCT  | PF  | PS  |
| y-Atlanta Falcons     | 12 | 4  | 0 | .750 | 405 | 272 |
| x-Los Angeles Rams    | 11 | 5  | 0 | .688 | 424 | 289 |
| San Francisco 49ers   | 6  | 10 | 0 | .375 | 320 | 415 |
| New Orleans Saints    | 1  | 15 | 0 | .063 | 291 | 487 |

### Desempates
- Cleveland terminou à frente de Houston na AFC Central baseado em uma melhor campanha dentro da conferência (8-4 contra 7-5 do Oilers).
- San Diego terminou à frente de Oakland na AFC West por ter feito mais pontos do que levou contra adversários da mesma divisão (mais 60 pontos contra 37 do Raiders).
- San Diego ficou em primeiro na AFC baseado em uma melhor campanha dentro da conferência do que Cleveland e Buffalo (9-3 contra 84 do Browns e 84 do Bills).
- Cleveland terminou em segundo na AFC baseado num melhor retrospecto contra adversários em comum (5-2 contra 5-3 do Bills).
- Oakland terminou em primeiro no Wild Card da AFC Wild Card baseado em uma melhor campanha dentro da conferência do que Houston (9-3 contra 7-5 do Oilers).
- Kansas City terminou à frente de Denver na AFC West baseado num melhor retrospecto no confronto direto (2-0).
- Philadelphia terminou à frente de Dallas na NFC East por ter feito mais pontos do que levou  contra adversários da mesma divisão (mais 84 pontos contra 50 do Cowboys).
- Atlanta terminou em primeiro na NFC baseado num melhor retrospecto no confronto direto sobre Philadelphia (1-0).
- Minnesota terminou à frente de Detroit na NFC Central baseado em uma melhor campanha dentro da conferência (8-4 contra 9-5 dos Lions).
- Tampa Bay terminou à frente de Green Bay na NFC Central baseado num melhor retrospecto no confronto direto (1-0-1 contra 0-1-1 dos Packers).

## Playoffs
| *Nota: Dois times de mesma divisão não podiam disputar jogos do divisional playoffs. |                                      |                                   |                                   |                                    |                |                                     |                                     |                                     |              |                                     |               |               |  |  |  |  |  |  |
|                                                                                      |                                      |                                   |                                   |                                    |                |                                     |                                     |                                     |              |                                     |               |               |  |  |  |  |  |  |
|                                                                                      |                                      |                                   |                                   |                                    |                | Playoffs de Divisão                 |                                     |                                     |              |                                     |               |               |  |  |  |  |  |  |
|                                                                                      |                                      |                                   |                                   |                                    |                | 4 de janeiro - Cleveland Stadium    |                                     |                                     |              |                                     |               |               |  |  |  |  |  |  |
|                                                                                      | Jogo de Wild Card da AFC             | Jogo de Wild Card da AFC          | Jogo de Wild Card da AFC          | Campeão da AFC                     | Campeão da AFC | Campeão da AFC                      |                                     |                                     |              |                                     |               |               |  |  |  |  |  |  |
|                                                                                      | Jogo de Wild Card da AFC             | Jogo de Wild Card da AFC          | Jogo de Wild Card da AFC          | Campeão da AFC                     | Campeão da AFC | Campeão da AFC                      | 4                                   | Oakland                             | 14           |                                     |               |               |  |  |  |  |  |  |
|                                                                                      | 28 de dezembro - Oakland Coliseum    | 28 de dezembro - Oakland Coliseum | 28 de dezembro - Oakland Coliseum |                                    |                | 11 de janeiro - Jack Murphy Stadium | 11 de janeiro - Jack Murphy Stadium | 11 de janeiro - Jack Murphy Stadium | 14           |                                     |               |               |  |  |  |  |  |  |
|                                                                                      | 28 de dezembro - Oakland Coliseum    | 28 de dezembro - Oakland Coliseum | 28 de dezembro - Oakland Coliseum | 2*                                 | Cleveland      | 11 de janeiro - Jack Murphy Stadium | 11 de janeiro - Jack Murphy Stadium | 11 de janeiro - Jack Murphy Stadium | 12           |                                     |               |               |  |  |  |  |  |  |
|                                                                                      | 5                                    | Houston                           | 7                                 | 2*                                 | Cleveland      | 4                                   | Oakland                             | 34                                  | 12           |                                     |               |               |  |  |  |  |  |  |
|                                                                                      | 5                                    | Houston                           | 7                                 | 3 de janeiro - Jack Murphy Stadium |                | 4                                   | Oakland                             | 34                                  |              |                                     |               |               |  |  |  |  |  |  |
|                                                                                      | 4                                    | Oakland                           | 27                                |                                    |                | 1                                   | San Diego                           | 27                                  |              | Super Bowl XV                       | Super Bowl XV | Super Bowl XV |  |  |  |  |  |  |
|                                                                                      | 4                                    | Oakland                           | 27                                | 3                                  | Buffalo        | 1                                   | San Diego                           | 27                                  | 14           | Super Bowl XV                       | Super Bowl XV | Super Bowl XV |  |  |  |  |  |  |
|                                                                                      |                                      |                                   |                                   | 3                                  | Buffalo        |                                     |                                     |                                     | 14           | 25 de janeiro - Louisiana Superdome |               |               |  |  |  |  |  |  |
|                                                                                      | 1*                                   | San Diego                         | 20                                |                                    |                |                                     |                                     |                                     |              |                                     |               |               |  |  |  |  |  |  |
|                                                                                      | 1*                                   | San Diego                         | 20                                | A4                                 | Oakland        | 27                                  |                                     |                                     |              |                                     |               |               |  |  |  |  |  |  |
|                                                                                      | 4 de janeiro - Fulton County Stadium |                                   |                                   | A4                                 | Oakland        | 27                                  |                                     |                                     |              |                                     |               |               |  |  |  |  |  |  |
|                                                                                      | Jogo de Wild Card da NFC             | Jogo de Wild Card da NFC          | Jogo de Wild Card da NFC          | Campeão da NFC                     | Campeão da NFC | Campeão da NFC                      |                                     | N2                                  | Philadelphia | 10                                  |               |               |  |  |  |  |  |  |
|                                                                                      | Jogo de Wild Card da NFC             | Jogo de Wild Card da NFC          | Jogo de Wild Card da NFC          | Campeão da NFC                     | Campeão da NFC | Campeão da NFC                      | 4                                   | N2                                  | Philadelphia | 10                                  | Dallas        | 30            |  |  |  |  |  |  |
|                                                                                      | 28 de dezembro - Texas Stadium       | 28 de dezembro - Texas Stadium    | 28 de dezembro - Texas Stadium    |                                    |                | 11 de janeiro - Veterans Stadium    | 11 de janeiro - Veterans Stadium    | 11 de janeiro - Veterans Stadium    |              |                                     |               | 30            |  |  |  |  |  |  |
|                                                                                      | 28 de dezembro - Texas Stadium       | 28 de dezembro - Texas Stadium    | 28 de dezembro - Texas Stadium    | 1                                  | Atlanta        | 11 de janeiro - Veterans Stadium    | 11 de janeiro - Veterans Stadium    | 11 de janeiro - Veterans Stadium    | 27           |                                     |               |               |  |  |  |  |  |  |
|                                                                                      | 5                                    | L.A. Rams                         | 17                                | 1                                  | Atlanta        | 4                                   | Dallas                              | 7                                   | 27           |                                     |               |               |  |  |  |  |  |  |
|                                                                                      | 5                                    | L.A. Rams                         | 17                                | 3 de janeiro - Veterans Stadium    |                | 4                                   | Dallas                              | 7                                   |              |                                     |               |               |  |  |  |  |  |  |
|                                                                                      | 4                                    | Dallas                            | 34                                |                                    |                | 2                                   | Philadelphia                        | 20                                  |              |                                     |               |               |  |  |  |  |  |  |
|                                                                                      | 4                                    | Dallas                            | 34                                | 3                                  | Minnesota      | 2                                   | Philadelphia                        | 20                                  | 16           |                                     |               |               |  |  |  |  |  |  |
|                                                                                      |                                      |                                   |                                   | 3                                  | Minnesota      |                                     |                                     |                                     |              |                                     |               |               |  |  |  |  |  |  |
|                                                                                      | 2                                    | Philadelphia                      | 31                                |                                    |                |                                     |                                     |                                     |              |                                     |               |               |  |  |  |  |  |  |
|                                                                                      | 2                                    | Philadelphia                      | 31                                |                                    |                |                                     |                                     |                                     |              |                                     |               |               |  |  |  |  |  |  |

### AFC
- Wild-Card playoff: OAKLAND 27, Houston 7
- Divisional playoffs: SAN DIEGO 20, Buffalo 14; Oakland 14, CLEVELAND 12
- AFC Championship: Oakland 34, SAN DIEGO 27 no Jack Murphy Stadium, San Diego, Califórnia, 11 de janeiro de 1981

### NFC
- Wild-Card playoff: DALLAS 34, Los Angeles 13
- Divisional playoffs: PHILADELPHIA 31, Minnesota 16; Dallas 30, ATLANTA 27
- NFC Championship: PHILADELPHIA 20, Dallas 7 no Veterans Stadium, Filadélfia, Pensilvânia, 11 de janeiro de 1981

### Super Bowl
- Super Bowl XV: Oakland (AFC) 27, Philadelphia (NFC) 10, no Louisiana Superdome, New Orleans, Louisiana, 25 de janeiro de 1981